# Alabama (группа)
Alabama — американский мужской кантри-квартет (до 1979 — трио), который был создан в Fort Payne, штат Алабама, в 1969 году.
Группа была коммерчески наиболее успешной среди всех кантри-исполнителей в 1980-х годах, став одним из самых успешных ансамблей в истории музыки в США.

## История
В конце 1960-х годов Randy Owen (лидер-вокалист) и его кузен Teddy Gentry (бас-гитара, бэк-вокал) сначала образовали музыкальный дуэт, а затем к ним присоединились Jeff Cook (гитара, клавишные; в 1972 году) и Mark Herndon (ударные; в 1979 году). В 1974—1977 в группе сменилось 5 ударников. Первоначально группа называлась «Young Country», а с 1972 —
«Wildcountry».
В 1977 году, они заключили одногодичный контракт с фирмой GRT (General Recorded Tape, Inc.), и сменили название на сегодняшнее Alabama.
Музыкальный стиль группы сочетал традиционную музыку «кантри» и южный рок, комбинируя с элементами музыки госпел и поп-музыки, что и привело к их беспрецедентному успеху. Они также совершали частые концертные турне, устраивая из них настоящее кантри-шоу. Группа имеет 32 песни, ставших № 1 в кантри-чарте в журнале Billboard, продав более чем 73 миллиона дисков до настоящего времени. Это показатель позволил им войти в десятку самых успешных групп в истории (10 biggest-selling bands), уступив только таким рок-грандам как Led Zeppelin, The Doors, Queen, Pink Floyd и The Who.
В 1989 году Academy of Country Music назвала их «Artist of the Decade», а в 1999 году Recording Industry Association of America удостоила их звания «Country Group of the Century».
Группа воссоединилась в 2011 году, играя вместе с Брэдом Пэйлси на его сингле «Старая Алабама» (англ. Old Alabama). Песня исполнялась на концерте, посвященном жертвам торнадо и на церемонии вручения кантри-премий ACM в Лас-Вегасе.

## Дискография

### Студийные альбомы
- Wild Country — 1976 (как Wildcountry)
- Deuces Wild — 1977 (как Wildcountry)
- The Alabama Band #3 — 1979
- My Home’s in Alabama — 1980
- Feels So Right — 1981
- Mountain Music — 1982
- The Closer You Get… — 1983
- Roll On — 1984
- 40-Hour Week — 1985
- Alabama Christmas — 1985
- The Touch — 1986
- Just Us — 1987
- Southern Star — 1989
- Pass It On Down — 1990
- American Pride — 1992
- Cheap Seats — 1993
- In Pictures — 1995
- Alabama Christmas Vol. II — 1996
- Dancin' on the Boulevard — 1997
- Twentieth Century — 1999
- When It All Goes South — 2001
- Songs of Inspiration — 2006
- Songs of Inspiration II — 2007
- Angels Among Us: Hymns & Gospel Favorites — 2014
- Southern Drawl — 2015

### Синглы № 1
Группа удерживает рекорд среди всех кантри-групп по числу хитов № 1 (у них их 32) в кантри-чартах Hot Country Songs журнала Billboard. После 21-го подряд хита № 1 (апрель 1987, «(You’ve Got) 'The Touch'») наступил разрыв этой удачной полосы достижений. Следующий сингл стал только № 7 («Tar Top» в конце 1987 года). Но зато потом наступила новая полоса удач и подряд 6 синглов (до 1993 года), достигавших первое место в кантри-чартах Billboard (а с учётом других журналов и чартов ещё 21 сингл № 1). В 2011 их совместный с певцом Брэдом Пэйлси сингл «Старая Алабама» (англ. Old Alabama) стал рекордным 33-м хитом № 1 в кантри чарте США.

#### Billboard
- 1980: «Tennessee River»; «Why Lady Why»
- 1981: «Old Flame»; «Feels So Right»; «Love in the First Degree»
- 1982: «Mountain Music»; «Take Me Down»; «Close Enough to Perfect»
- 1983: «Dixieland Delight»; «The Closer You Get»; «Lady Down on Love»
- 1984: «Roll On (Eighteen Wheeler)»; «When We Make Love»; «If You're Gonna Play in Texas (You Gotta Have a Fiddle in the Band)»
- 1985: «(There's A) Fire in the Night»; «There's No Way»; «40 Hour Week (For a Livin')»; «Can’t Keep a Good Man Down»
- 1986: «She and I»; «Touch Me When We're Dancing»
- 1987: «'You’ve Got' the Touch»
- 1988: «Face to Face» (дуэт с участием K.T. Oslin); «Fallin' Again»
- 1989: «Song of the South»; «If I Had You»; «High Cotton»
- 1990: «Southern Star»; «Jukebox in My Mind»
- 1991: «Forever's as Far as I'll Go»; «Down Home»
- 1992: «I'm in a Hurry (And Don't Know Why)»
- 1993: «Reckless»
- 2011: «Old Alabama» с участием Брэд Пейсли[3]

#### Другие № 1
Кроме этих 33 хитов № 1 (Billboard), на официальном сайте группы говорится о другом суммарном числе их топ-синглов с учётом различных чартов (Cash Box, Gavin Report, Radio & Records, и так далее). Более того, был издан альбом лучших песен группы под таким названием: «For the Record: 41 Number One Hits». Среди этих дополнительных песен, что были № 1 в других чартах (они также все входили в пятёрку лучших по данным того же журнала Billboard):
- «Here We Are» и «Then Again» (1991);
- «Born Country» и «Take A Little Trip» (1992);
- «Once Upon a Lifetime» (1993);
- «Give Me One More Shot», «She Ain’t Your Ordinary Girl» и «In Pictures» (1995);
- «Sad Lookin' Moon» (1997);
- «How Do You Fall In Love» (1998).

## Награды
Группа Alabama за всю свою творческую историю удостоена 150 разнообразных наград и званий. Среди них 2 премии Грэмми, 8 кантри-званий «Исполнитель Года» («Entertainer of the Year»), 2 награды People’s Choice Awards и персональная звезда на «Голливудской аллее славы».
Academy of Country Music
- 1981 Album of the Year — «Feels So Right»
- 1981 Entertainer of the Year
- 1982 Entertainer of the Year
- 1982 Top Vocal Group
- 1983 Entertainer of the Year
- 1983 Top Vocal Group
- 1984 Album of the Year — «Roll On»
- 1984 Entertainer of the Year
- 1984 Top Vocal Group
- 1985 Entertainer of the Year
- 1985 Top Vocal Group
- 1989 Artist of the Decade

American Music Awards
- 1982 Favorite Country Band/Duo/Group
- 1983 Favorite Country Album — «The Closer You Get...»
- 1983 Favorite Country Band/Duo/Group
- 1984 Favorite Country Band/Duo/Group
- 1985 Favorite Country Album — «40-Hour Week»
- 1985 Favorite Country Band/Duo/Group
- 1986 Favorite Country Album — «Alabama’s Greatest Hits»
- 1986 Favorite Country Band/Duo/Group
- 1987 Favorite Country Band/Duo/Group
- 1988 Favorite Country Band/Duo/Group
- 1989 Favorite Country Band/Duo/Group
- 1990 Favorite Country Band/Duo/Group
- 1991 Favorite Country Band/Duo/Group
- 1992 Favorite Country Band/Duo/Group
- 1993 Favorite Country Band/Duo/Group
- 1994 Favorite Country Band/Duo/Group
- 1995 Favorite Country Band/Duo/Group
- 1997 Favorite Country Band/Duo/Group
- 1998 Favorite Country Band/Duo/Group
- 2003 Favorite Country Band/Duo/Group

Country Music Association
- 1981 Instrumental Group of the Year
- 1981 Vocal Group of the Year
- 1982 Instrumental Group of the Year
- 1982 Vocal Group of the Year
- 1982 Entertainer of the Year
- 1983 Album of the Year — «The Closer You Get...»
- 1983 Entertainer of the Year
- 1983 Vocal Group of the Year
- 1984 Entertainer of the Year

Country Music Hall of Fame and Museum
- Inducted in 2005

Grammy Awards
- 1982 Best Country Performance by a Duo or Group with Vocal — «Mountain Music»
- 1983 Best Country Performance by a Duo or Group with Vocal — «The Closer You Get…»

Vocal Group Hall of Fame
- Избраны в 2004 году